# Samtgemeinde Wathlingen
De Samtgemeinde Wathlingen is een Samtgemeinde in de Duitse deelstaat Nedersaksen. De gemeente behoort bestuurlijk tot de Landkreis Celle. 

## Samenstelling van de Samtgemeinde

Ligging SG Wathlingen in de Lkr. Celle
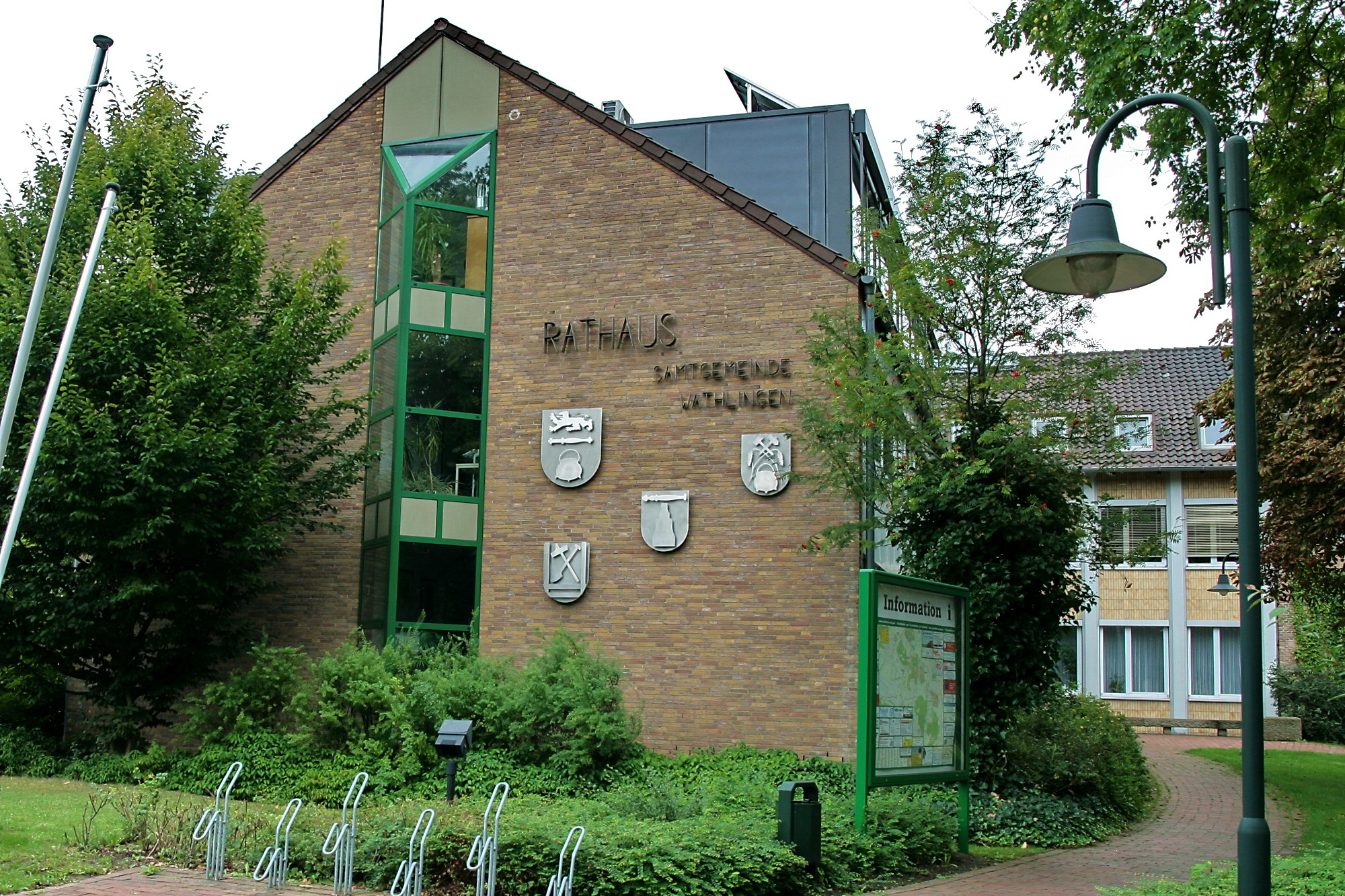
Gemeentehuis, ook van de Samtgemeinde

De Samtgemeinde, gelegen in het zuiden van de Landkreis Celle, werd opgericht in 1973 en bestaat uit de gemeenten Adelheidsdorf, Nienhagen en Wathlingen. Hoofdplaats van de Samtgemeinde is Wathlingen.

## Infrastructuur
Vanuit de stad Celle lopen twee belangrijke wegen naar het gemeentegebied. Dit zijn:
- de Bundesstraße 3, die zuidwaarts langs Adelheidsdorf, en dan zuidwestwaarts, overgaand in de Autobahn A 37 naar het Kreuz Hannover/Kirchhorst loopt en daar de Autobahn A 7 kruist.
- de Bundesstraße 214, die in zuidoostelijke richting loopt, en ten noorden van Nienhagen en Wathlingen naar het daar dichtbij gelegen Eicklingen (in de buurgemeente Samtgemeinde Flotwedel) leidt, en verder zuidoostwaarts naar de stad Braunschweig.

In de gemeente bevinden zich geen spoorwegstations. Er bestaat een goede streekbusverbinding Wathlingen- Nienhagen- Adelheidsdorf- Station Celle v.v.
Door de Samtgemeinde loopt het riviertje de Fuhse, een 100 km lange zijrivier van de Aller, noordwestwaarts naar Celle toe. Het riviertje is alleen bevaarbaar voor kano's en kleine roeibootjes. Grote delen van de rivier en haar oevers zijn natuurgebied.

## Partnergemeentes
De Samtgemeinde onderhoudt jumelages met:
- Limanowa, Polen
- Troeskavets (in cyrillisch schrift: Трускавець), Oekraïne. Dit stadje met 30.000 inwoners ligt in de oblast Lviv, dichtbij Drohobytsj.

Ook de deelgemeentes afzonderlijk hebben enige partnergemeentes.

## Overig
Voor overige informatie wordt verwezen naar de artikelen over de drie deelgemeentes.